# Leichtathletik-Weltmeisterschaften 2015/Dreisprung der Frauen

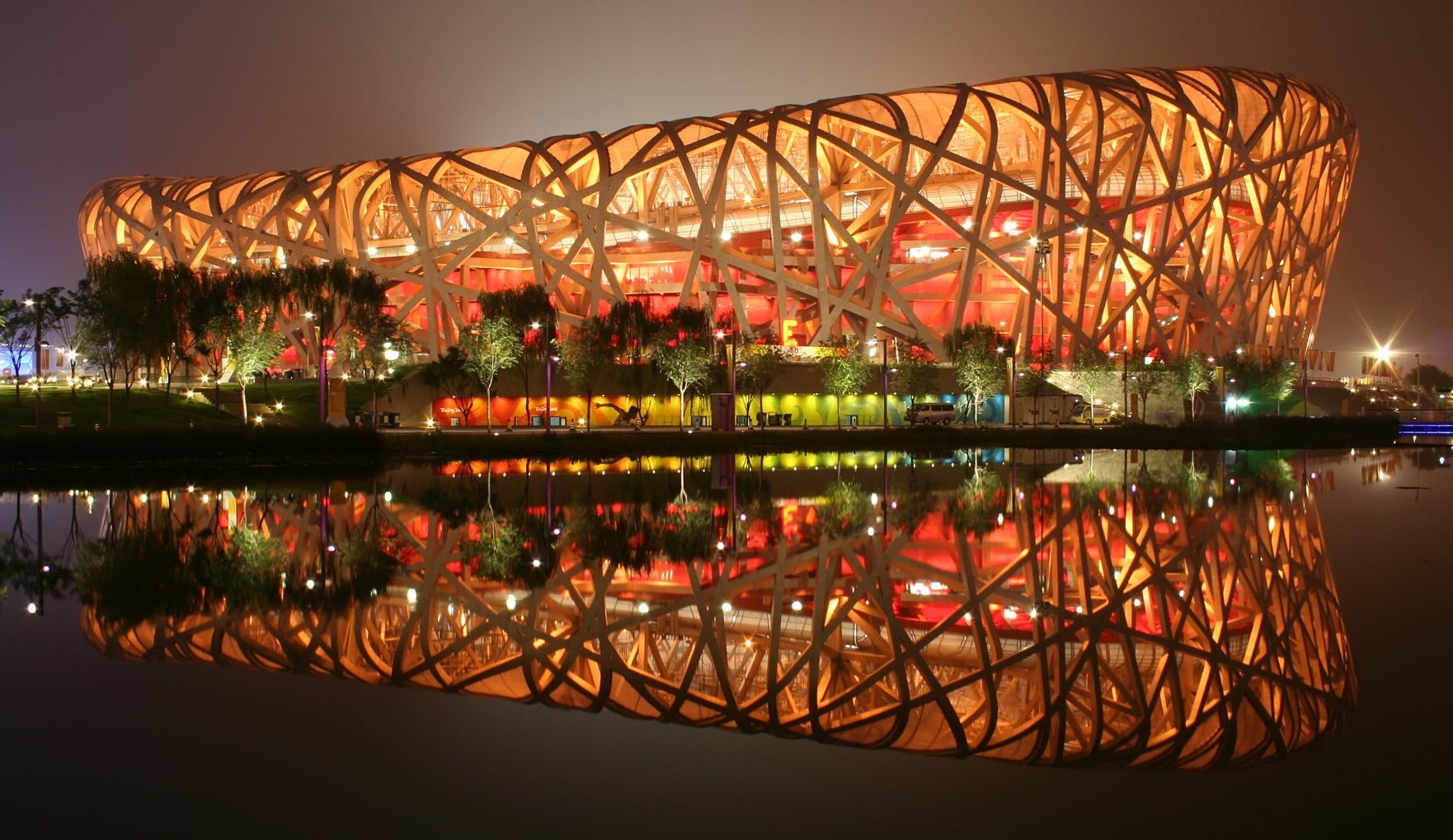
Das Nationalstadion Peking während der Weltmeisterschaften

Der Dreisprung der Frauen bei den Leichtathletik-Weltmeisterschaften 2015 wurde am 22. und 24. August 2015 im Nationalstadion der chinesischen Hauptstadt Peking ausgetragen.
Es siegte die kolumbianische Titelverteidigerin, Vizeweltmeisterin von 2011 und Olympiazweite von 2012 Caterine Ibargüen. Sie hatte darüber hinaus bei den Südamerikameisterschaften zahlreiche Medaillen in drei Sprungdisziplinen gesammelt. Dreisprung: 2-mal Gold (2009/2011), 1-mal Silber (2006), 2-mal Bronze (2003/2005) – Weitsprung: 2-mal Silber (2003/2006), 3-mal Bronze (2005/2007/2011) – Hochsprung: 4-mal Gold (2005/2006/2007/2009), 2-mal Bronze (1999).

Silber gewann Hanna Knjasjewa-Minenko Israel.

Bronze ging an die aktuelle Olympiasiegerin, Olympiazweite von 2008, Vizeweltmeisterin von 2011 und zweifache Asienmeisterin (2007/2009) Olga Rypakowa Kasachstan. 2007 war sie darüber hinaus Asienmeisterin im Weitsprung.

## Bestehende Rekorde
| Weltrekord               | Inessa Krawez | 15,50 m | WM in Göteborg, Schweden | 10. August 1995 |
| Weltmeisterschaftsrekord | Inessa Krawez | 15,50 m | WM in Göteborg, Schweden | 10. August 1995 |

Der bestehende WM-Rekord wurde bei diesen Weltmeisterschaften nicht eingestellt und nicht verbessert.

## Windbedingungen
In den folgenden Ergebnisübersichten sind die Windbedingungen zu den einzelnen Sprüngen benannt. Der erlaubte Grenzwert liegt bei zwei Metern pro Sekunde. Bei stärkerer Windunterstützung wird die Weite für den Wettkampf gewertet, findet jedoch keinen Eingang in Rekord- und Bestenlisten.
Bei diesen Weltmeisterschaften gab es keinen Sprung mit unzulässiger Windunterstützung.

## Legende
Kurze Übersicht zur Bedeutung der Symbolik – so üblicherweise auch in sonstigen Veröffentlichungen verwendet:
| – | verzichtet |
| x | ungültig   |

## Qualifikation
22. August 2015, 19:10 Uhr Ortszeit (13:10 Uhr MESZ)
Die Qualifikation wurde in zwei Gruppen durchgeführt. Die Qualifikationsweite für den direkten Finaleinzug betrug 14,25 m. Da nur fünf Springerinnen diese Weite übertrafen (hellblau unterlegt), wurde das Finalfeld mit den nächstbesten Athletinnen beider Gruppen auf insgesamt zwölf Teilnehmerinnen aufgefüllt (hellgrün unterlegt). So reichten schließlich 13,84 m aus, um im Finale dabei zu sein.

### Gruppe A
| Platz | Athletin                | Land                | 1. Versuch   | 2. Versuch   | 3. Versuch   | Weite (m) |
| ----- | ----------------------- | ------------------- | ------------ | ------------ | ------------ | --------- |
| 01    | Olha Saladucha          | Ukraine             | 14,34 / +0,3 | –            | –            | 14,34     |
| 02    | Hanna Knjasjewa-Minenko | Israel              | 14,27 / −0,1 | –            | –            | 14,27     |
| 03    | Kimberly Williams       | Jamaika             | x            | 14,23 / ±0,0 | 13,92 / −0,2 | 14,23     |
| 04    | Jekaterina Konewa       | Russland            | 14,12 / −0,2 | 13,69 / −0,1 | 13,65 / −0,2 | 14,12     |
| 05    | Yosiris Urrutia         | Kolumbien           | x            | 13,84 / −0,2 | 13,17 / −0,1 | 13,84     |
| 06    | Simona La Mantia        | Italien             | x            | 13,49 / −0,5 | 13,77 / ±0,0 | 13,77     |
| 07    | Dana Velďáková          | Slowakei            | x            | 13,76 / −0,4 | 13,74 / −0,2 | 13,76     |
| 08    | Patrícia Mamona         | Portugal            | 13,61 / +0,3 | 13,74 / +0,3 | 13,58 / −0,1 | 13,74     |
| 09    | Irina Ektowa            | Kasachstan          | x            | 13,61 / +0,3 | x            | 13,61     |
| 10    | Elena Panțuroiu         | Rumänien            | 13,58 / −0,1 | x            | 13,50 / −0,5 | 13,58     |
| 11    | Dovilė Dzindzaletaitė   | Litauen             | 13,52 / −0,2 | 12,51 / −0,4 | x            | 13,58     |
| 12    | Li Xiaohong             | Volksrepublik China | 13,52 / ±0,0 | 13,46 / ±0,0 | x            | 13,52     |
| 13    | Núbia Soares            | Brasilien           | x            | x            | 13,52 / −0,8 | 13,52     |
| 14    | Wang Wupin              | Volksrepublik China | 12,93 / −0,2 | 12,94 / −0,2 | 13,48 / +0,2 | 13,48     |

In Qualifikationsgruppe A ausgeschiedene Dreispringerinnen:

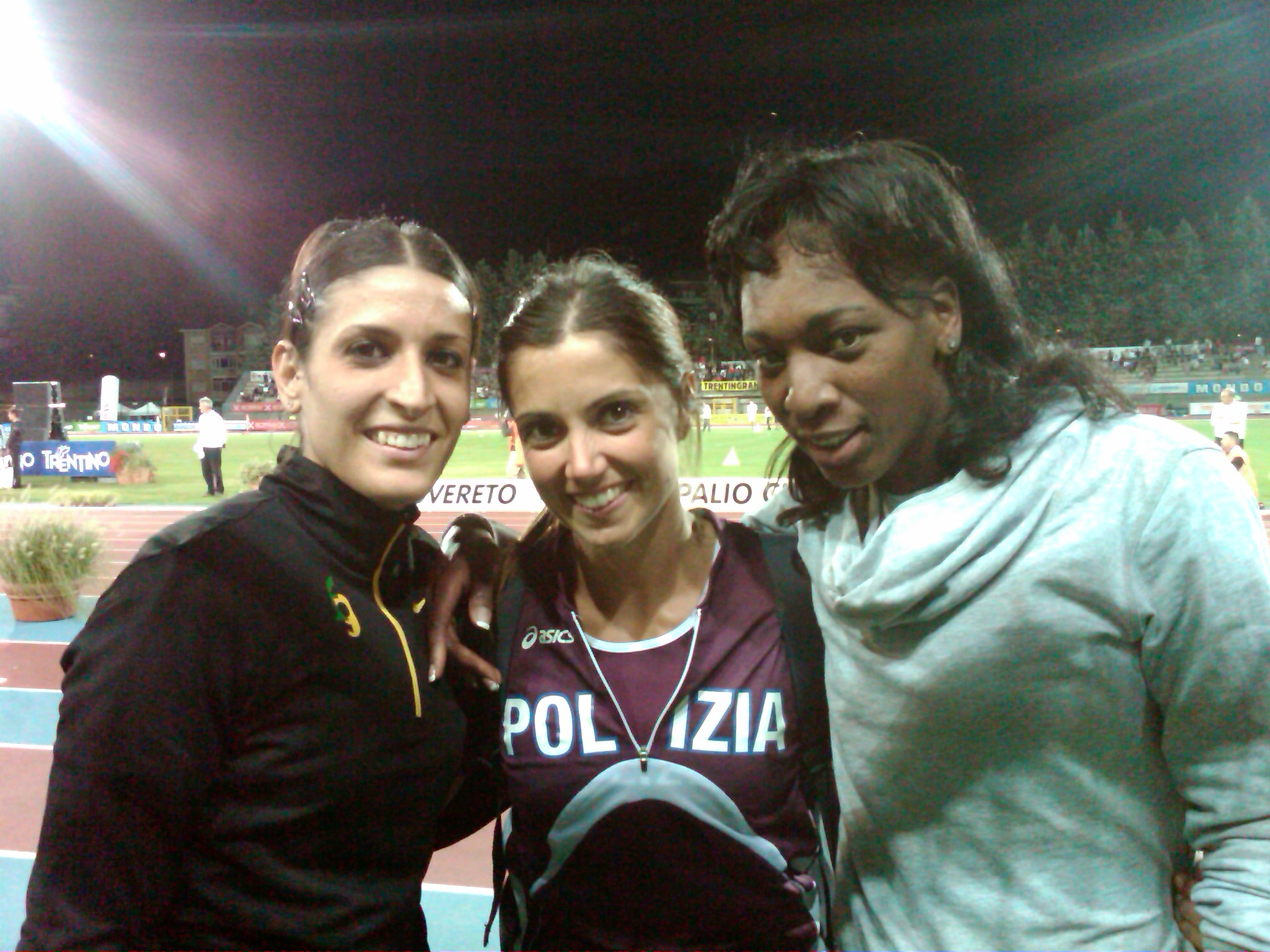
Simona La Mantia (links) Rang sechs mit 13,77 m
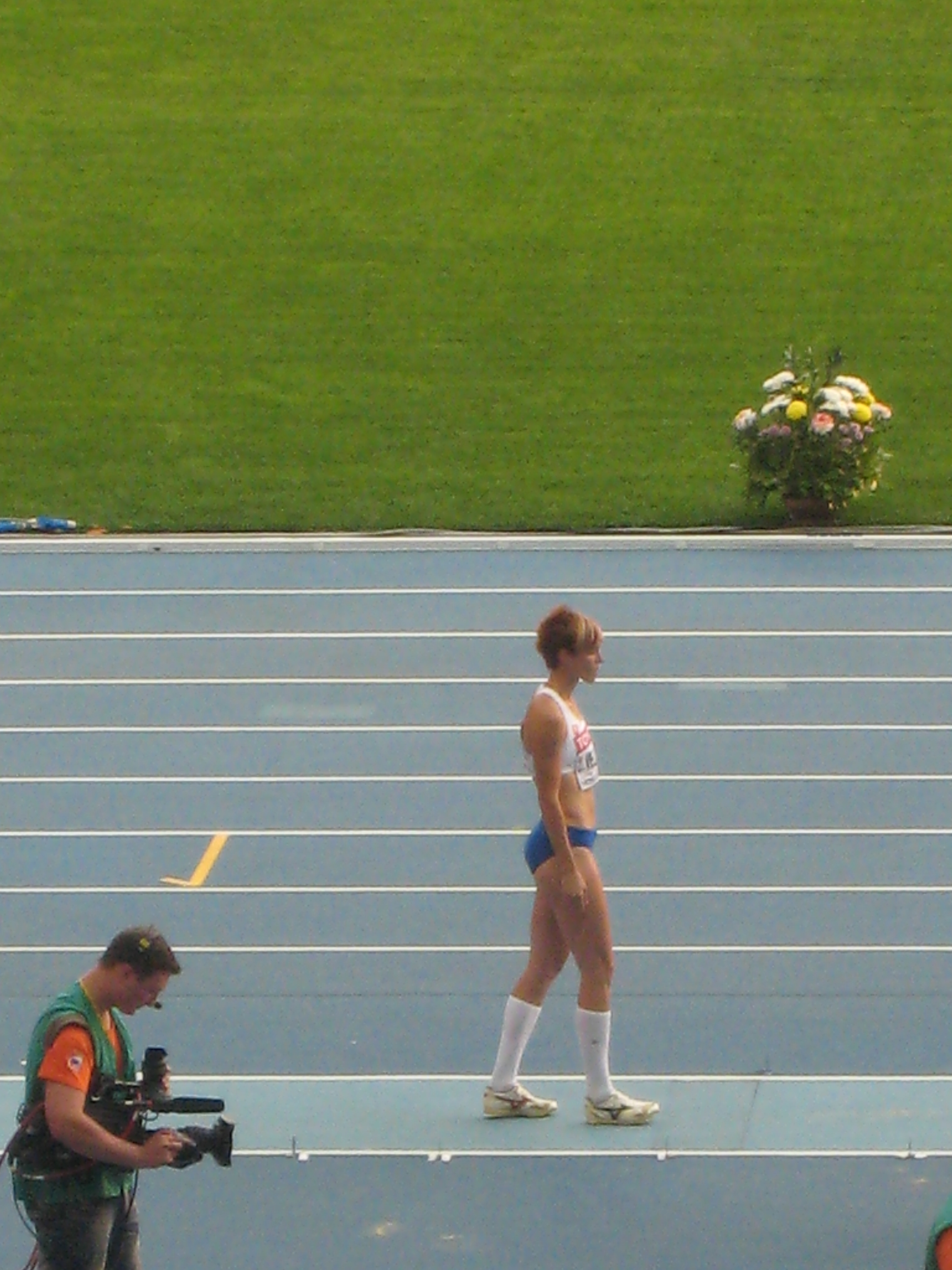
Dana Velďáková Rang sieben mit 13,76 m
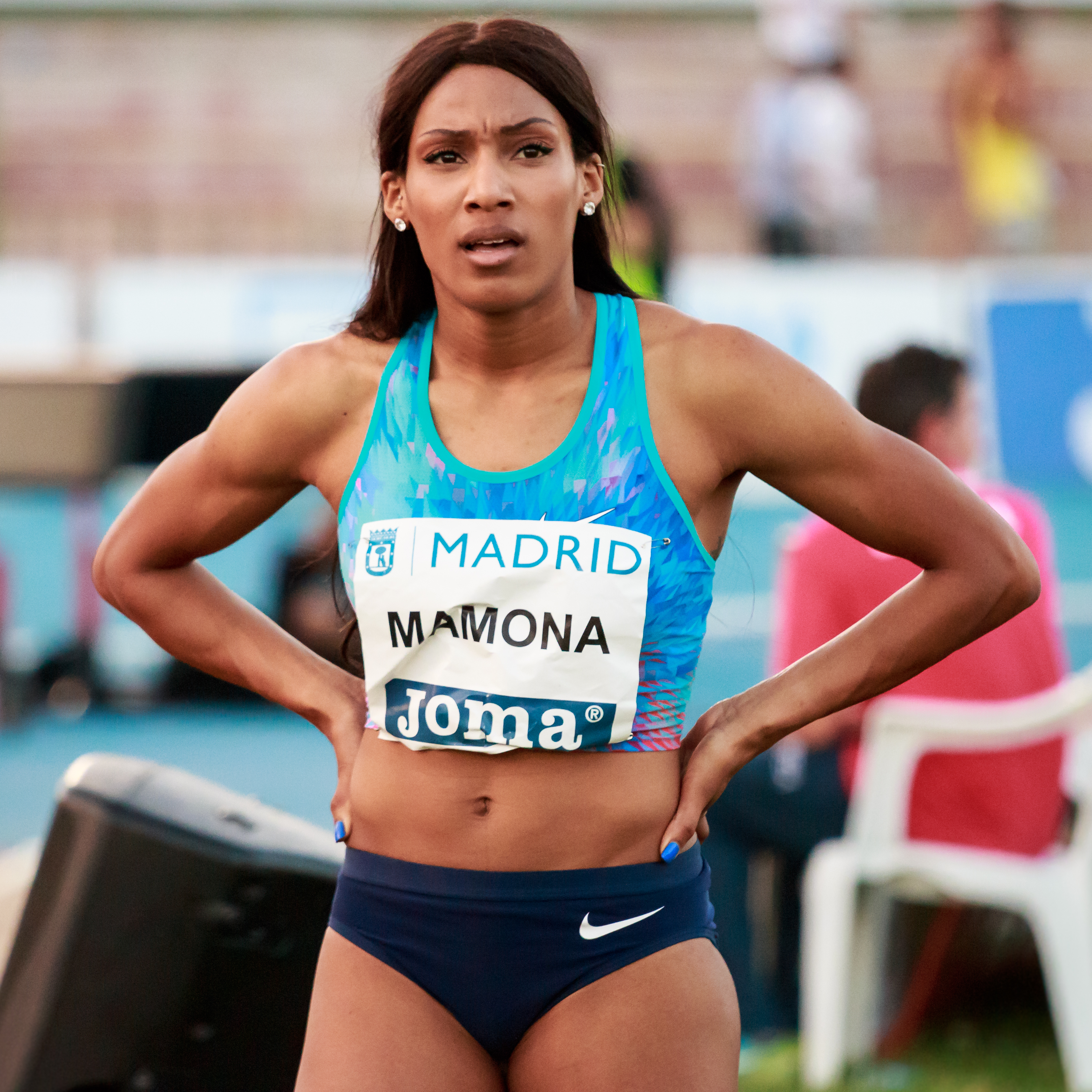
Patrícia Mamona Rang acht mit 13,74 m
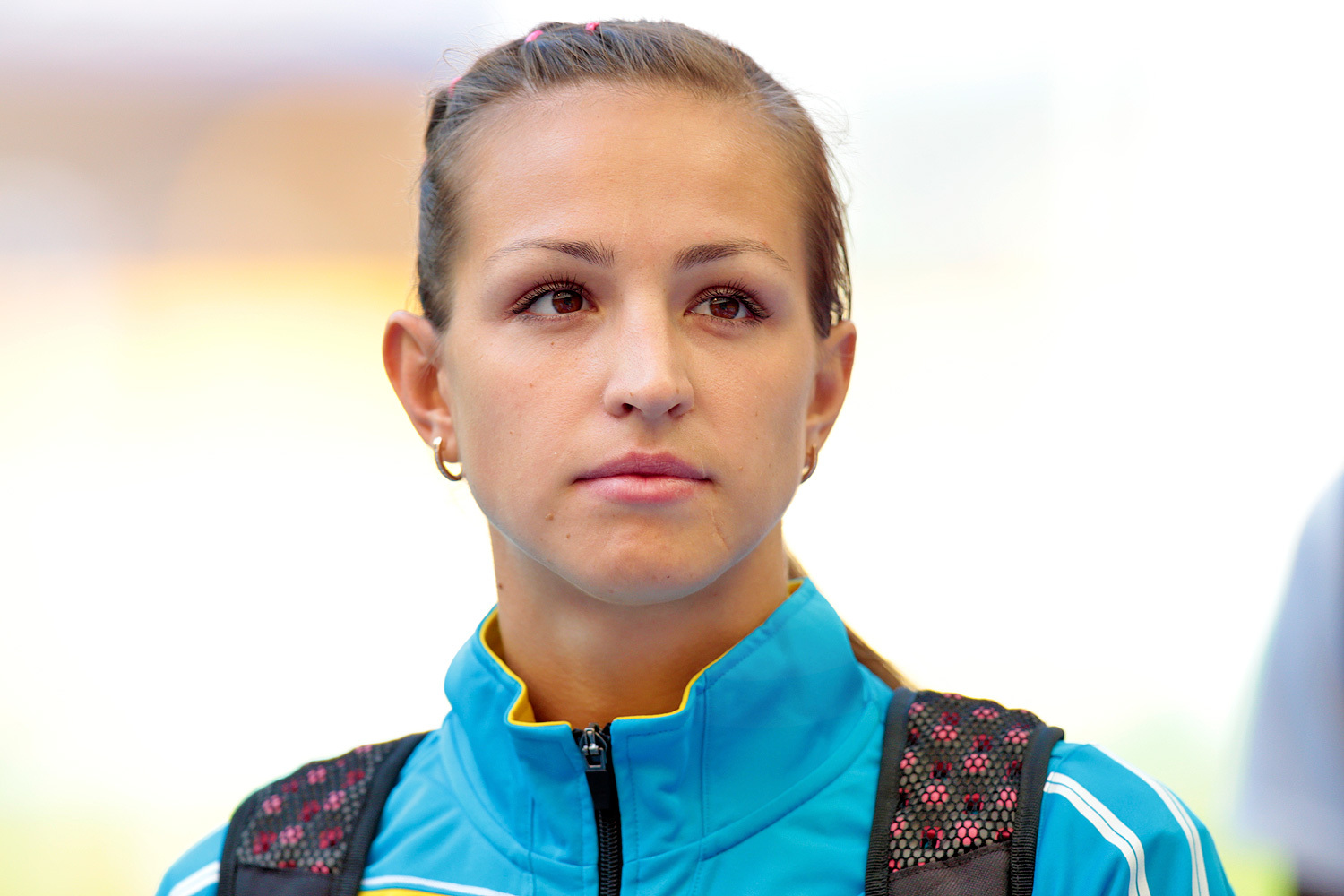
Irina Ektowa Rang neun mit 13,61 m
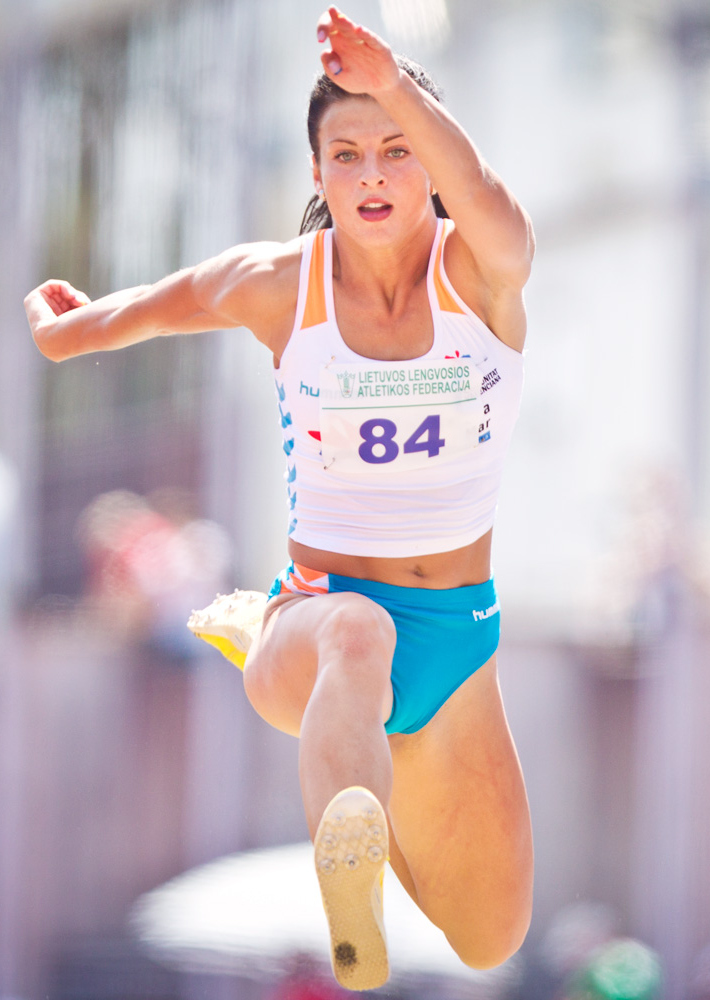
Dovilė Dzindzaletaitė Rang elf mit 13,52 m

### Gruppe B

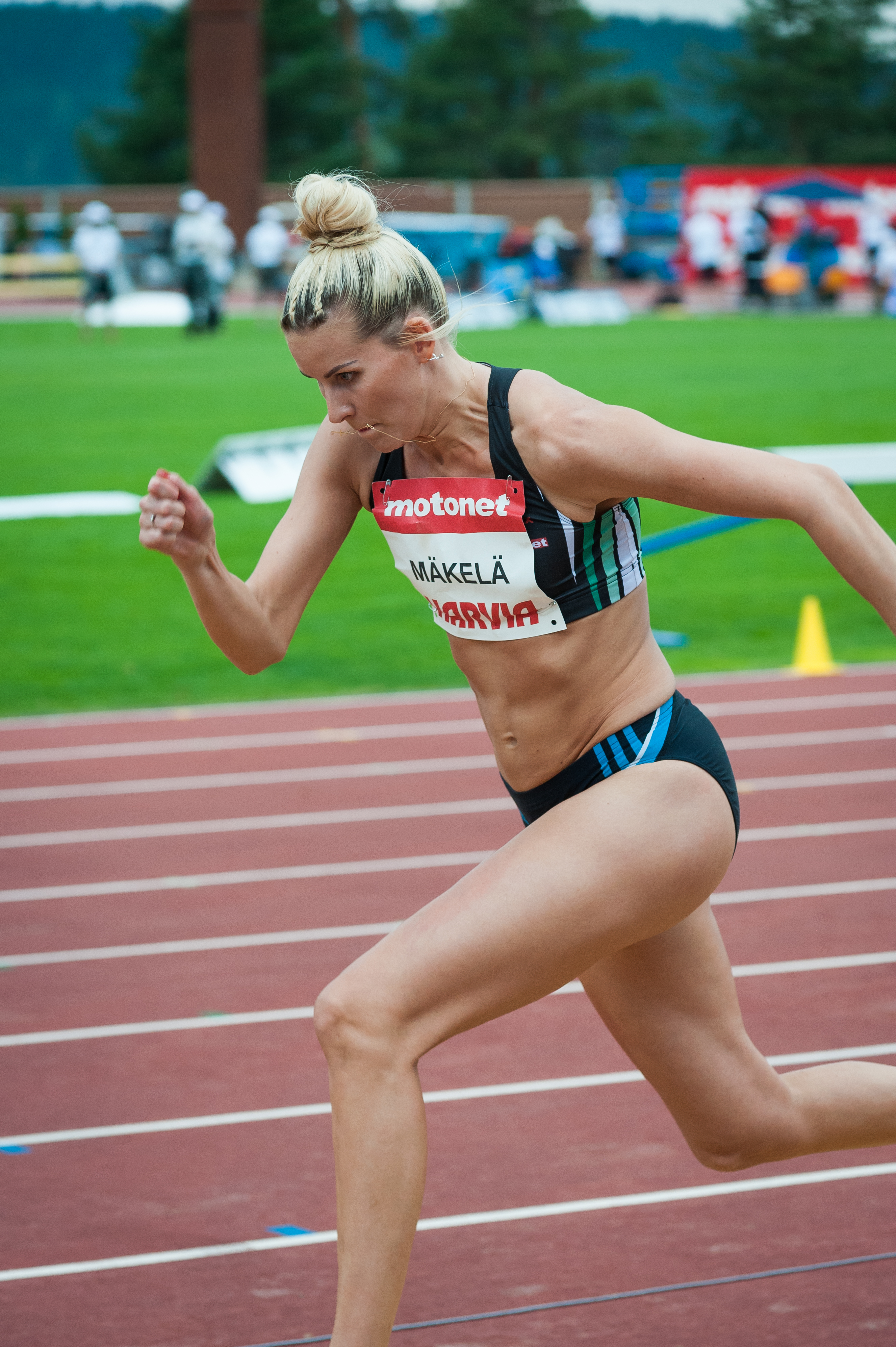
Kristiina Mäkelä – ausgeschieden als Achte mit 13,83 m
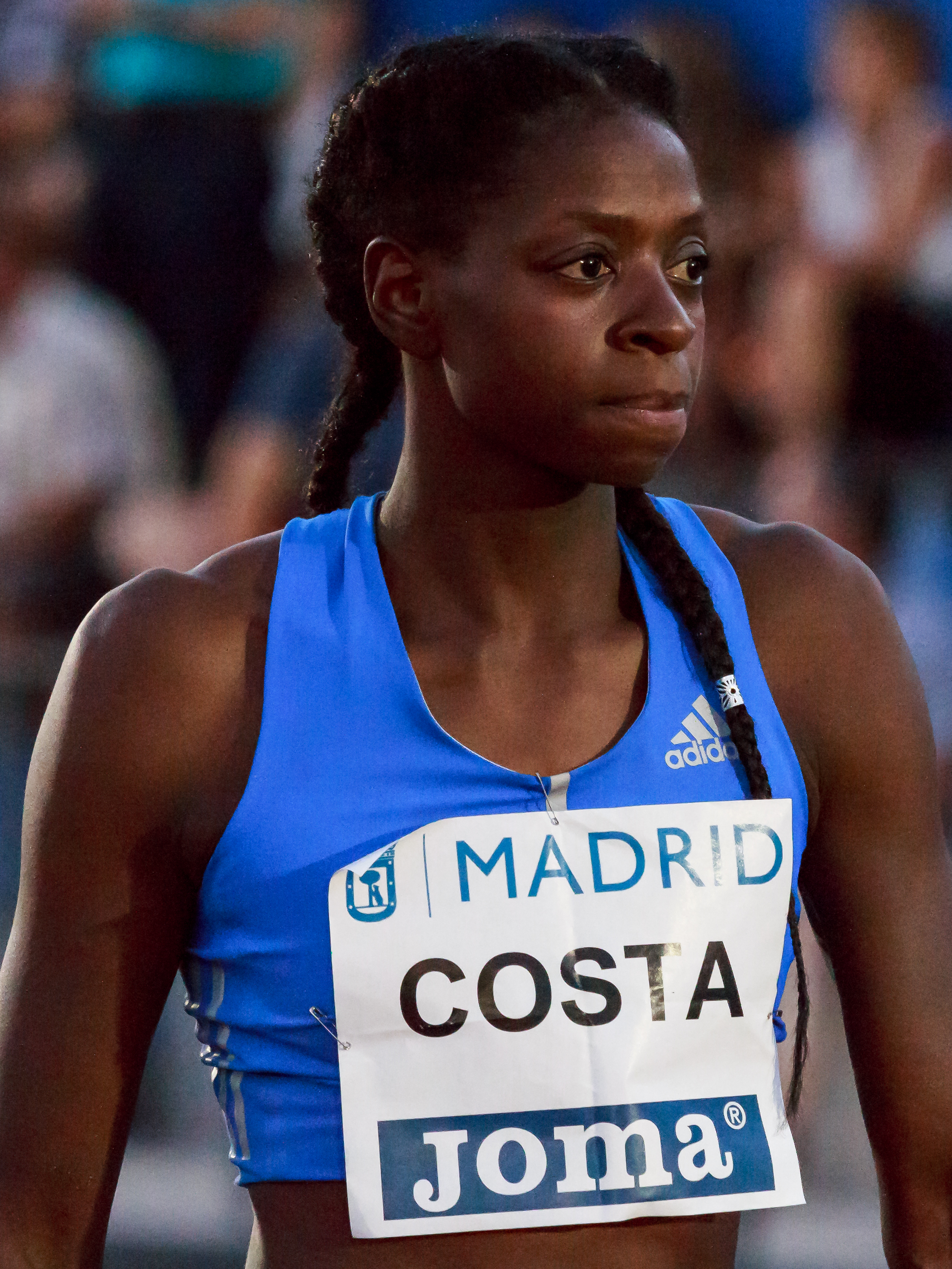
Susana Costa kein gültiger Sprung

| Platz | Athletin                | Land                | 1. Versuch   | 2. Versuch   | 3. Versuch   | Weite (m) |
| ----- | ----------------------- | ------------------- | ------------ | ------------ | ------------ | --------- |
| 01    | Gabriela Petrowa        | Bulgarien           | 14,09 / +0,1 | 14,11 / −0,5 | 14,44 / −0,3 | 14,44     |
| 02    | Caterine Ibargüen       | Kolumbien           | 14,42 / −0,6 | –            | –            | 14,42     |
| 03    | Olga Rypakowa           | Kasachstan          | 14,33 / +0,1 | –            | –            | 14,33     |
| 04    | Shanieka Thomas         | Jamaika             | 13,90 / +0,2 | 14,05 / ±0,0 | 13,89 / −0,2 | 14,05     |
| 05    | Jeanine Assani-Issouf   | Frankreich          | x            | 13,77 / −0,2 | 14,04 / −0,2 | 14,04     |
| 06    | Keila Costa             | Brasilien           | 13,60 / ±0,0 | 13,86 / −0,5 | 14,03 / ±0,0 | 14,03     |
| 07    | Kristin Gierisch        | Deutschland         | 13,71 / −0,1 | x            | 13,95 / −0,4 | 13,95     |
| 08    | Kristiina Mäkelä        | Finnland            | x            | x            | 13,83 / −0,2 | 13,83     |
| 09    | Li Yanmei               | Volksrepublik China | x            | 13,40 / −0,4 | 13,57 / −0,1 | 13,57     |
| 10    | Christina Epps          | USA                 | x            | 13,36 / +0,5 | x            | 13,36     |
| 11    | Cristina Bujin          | Rumänien            | x            | 13,21 / −0,4 | x            | 13,21     |
| 12    | Joëlle Mbumi Nkouindjin | Kamerun             | x            | x            | 13,06 / −0,3 | 13,06     |
| 13    | Tetjana Ptaschkina      | Ukraine             | x            | x            | 13,05 / −0,6 | 13,05     |
| NM    | Susana Costa            | Portugal            | x            | x            | x            | ogV       |

## Finale

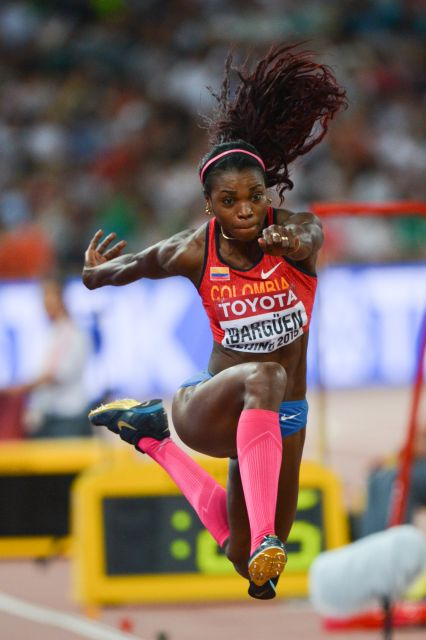
Weltmeisterin Caterine Ibargüen

24. August 2015, 19:30 Uhr Ortszeit (13:30 Uhr MESZ)
Zum Kreis der Favoritinnen gehörten in erster Linie die Kolumbianerin Caterine Ibargüen als Weltmeisterin von 2013, Vizeweltmeisterin von 2011 und Olympiazweite von 2012, die russische Olympiasiegerin von 2012, Olympiazweite von 2008 und WM-Zweite von 2011 Olga Rypakowa sowie die Ukrainerin Olha Saladucha als Weltmeisterin von 2011, WM-Dritte von 2013, Olympiadritte von 2012 und Doppeleuropameisterin von 2012 und 2014.
Die erste Versuchsreihe brachte noch nicht die ganz großen Weiten. Es führte die Bulgarin Gabriela Petrowa mit 14,52 m vor Ibargüen mit 14,47 m und Rypakowa mit 14,23 m. Saladucha war als Viertplatzierte 14,22 m weit gesprungen. Im zweiten Durchgang übernahm Ibargüen mit 14,80 m die Führung. Ganz überraschend gelangen der Israelin Hanna Knjasjewa-Minenko 14,78 m, womit sie in der Zwischenwertung Zweite war. Die Russin Jekaterina Konewa erzielte 14,37 m und setzte sich damit an die vierte Stelle. Die Jamaikanerin Kimberly Williams eroberte mit 14,26 m Rang fünf. In der dritten Runde gelangen der Deutschen Kristin Gierisch 14,26 m, womit sie zwischenzeitlich Sechste war und im Finale der besten Acht drei weitere Versuche hatte.
Durchgang vier brachte eine weitere Verschiebung mit sich. Zunächst erzielte Saladucha 14,41 m und übernahm damit vorübergehend Position vier. Anschließend verbesserte sich Rypakowa mit 14,59 m auf den Bronzeplatz und die führende Kolumbianerin steigerte sich um weitere zehn Zentimeter auf nun 14,90 m. Doch noch war nichts entschieden. Williams erzielte mit ihrem fünften Sprung 14,45 m und war damit Fünfte vor Saladucha, die seit ihrem letzten Sprung um zwei Plätze zurückgefallen war. Sie wurde um einen weiteren Rang nach hinten gedrängt, als Petrowa mit 14,66 m den Bronzerang von Rypakowa zurückeroberte. Doch die Russin konterte im letzten Durchgang noch einmal mit einer Steigerung auf 14,77 m. Weltmeisterin wurde die seit Durchgang zwei führende Caterine Ibargüen. Hanna Knjasjewa-Minenko gewann überraschend die Silbermedaille, die Olga Rypakowa um einen Zentimeter verpasste. Aber sie hatte Bronze errungen. Vierte wurde Gabriela Petrowa vor Kimberly Williams und Olha Saladucha. Auf den siebten Platz kam Jekaterina Konewa, Kristin Gierisch belegte Rang acht.
| Platz | Athletin                | Land        | 1. Versuch   | 2. Versuch   | 3. Versuch   | 4. Versuch                                    | 5. Versuch                                    | 6. Versuch                                    | Weite (m) |
| ----- | ----------------------- | ----------- | ------------ | ------------ | ------------ | --------------------------------------------- | --------------------------------------------- | --------------------------------------------- | --------- |
|       | Caterine Ibargüen       | Kolumbien   | 14,47 / −0,1 | 14,80 / −0,5 | 14,54 / +0,2 | 14,90 / +0,1                                  | 13,93 / +0,2                                  | 14,70 / +0,4                                  | 14,90     |
|       | Hanna Knjasjewa-Minenko | Israel      | x            | 14,78 / −0,1 | 14,53 / +0,3 | x                                             | x                                             | x                                             | 14,78 NR  |
|       | Olga Rypakowa           | Kasachstan  | 14,23 / −0,2 | x            | x            | 14,59 / +0,3                                  | x                                             | 14,77 / +0,1                                  | 14,77     |
| 04    | Gabriela Petrowa        | Bulgarien   | 14,52 / ±0,0 | 14,33 / +0,3 | 14,47 / +0,5 | 14,23 / +0,2                                  | 14,66 / +0,4                                  | 14,44 / −0,1                                  | 14,66     |
| 05    | Kimberly Williams       | Jamaika     | 13,97 / ±0,0 | 14,26 / ±0,0 | 14,16 / +0,2 | 14,06 / +0,1                                  | 14,45 / ±0,0                                  | x                                             | 14,45     |
| 06    | Olha Saladucha          | Ukraine     | 14,22 / −0,3 | 14,05 / −0,2 | 14,04 / +0,5 | 14,41 / +0,4                                  | x                                             | 14,39 / ±0,0                                  | 14,41     |
| 07    | Jekaterina Konewa       | Russland    | 14,03 / +0,1 | 14,37 / ±0,0 | 14,05 / +0,3 | 14,36 / +0,2                                  | 14,25 / ±0,0                                  | 14,35 / +0,3                                  | 14,37     |
| 08    | Kristin Gierisch        | Deutschland | x            | 13,63 / −0,2 | 14,25 / +0,1 | 14,18 / +0,5                                  | 14,25 / ±0,0                                  | 12,87 / ±0,0                                  | 14,25     |
| 09    | Jeanine Assani-Issouf   | Frankreich  | 13,83 / −0,2 | x            | 14,12 / ±0,0 | nicht im Finale der besten acht Springerinnen | nicht im Finale der besten acht Springerinnen | nicht im Finale der besten acht Springerinnen | 14,12     |
| 10    | Yosiris Urrutia         | Kolumbien   | 14,09 / −0,3 | 13,93 / −0,2 | x            | nicht im Finale der besten acht Springerinnen | nicht im Finale der besten acht Springerinnen | nicht im Finale der besten acht Springerinnen | 14,09     |
| 11    | Shanieka Thomas         | Jamaika     | 13,88 / −0,2 | 14,01 / +0,2 | 14,08 / +0,2 | nicht im Finale der besten acht Springerinnen | nicht im Finale der besten acht Springerinnen | nicht im Finale der besten acht Springerinnen | 14,08     |
| 12    | Keila Costa             | Brasilien   | 13,72 / −0,1 | x            | 13,90 / +0,2 | nicht im Finale der besten acht Springerinnen | nicht im Finale der besten acht Springerinnen | nicht im Finale der besten acht Springerinnen | 13,90     |

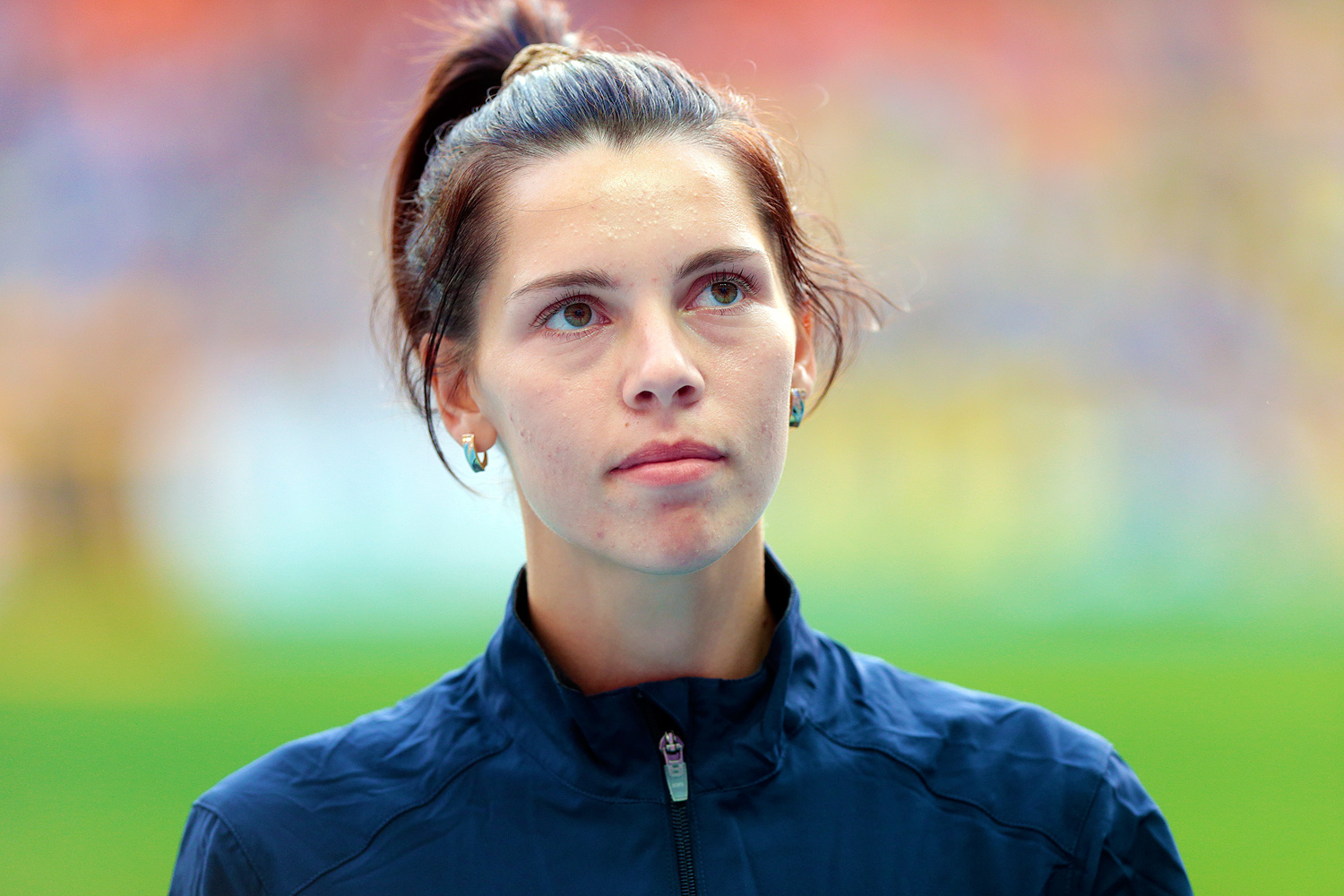
Vizeweltmeisterin Hanna Knjasjewa-Minenko
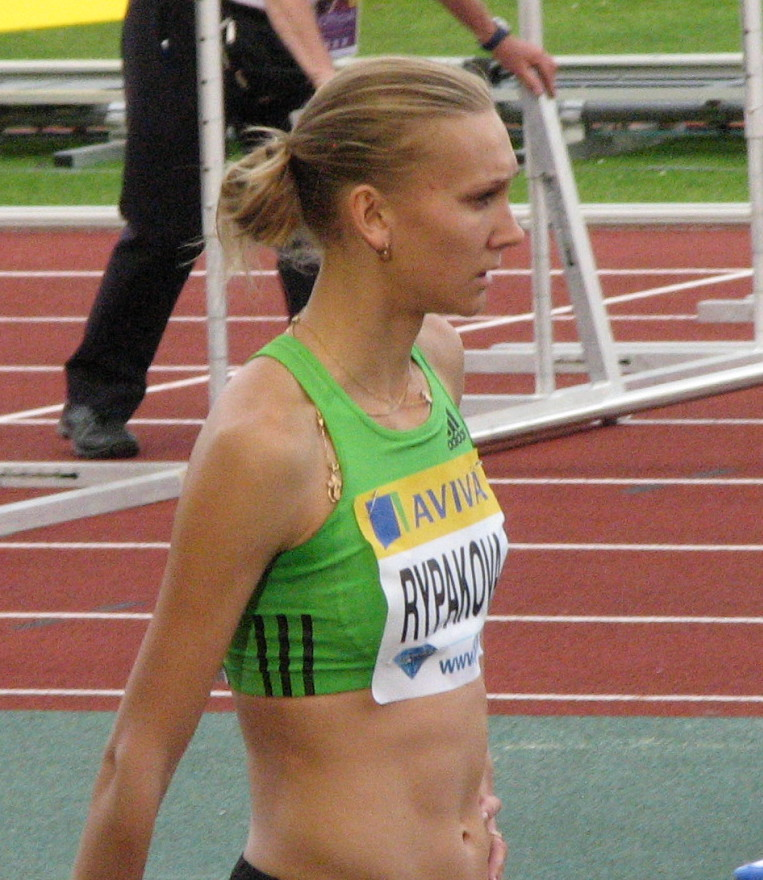
Bronzemedaillengewinnerin Olga Rypakowa
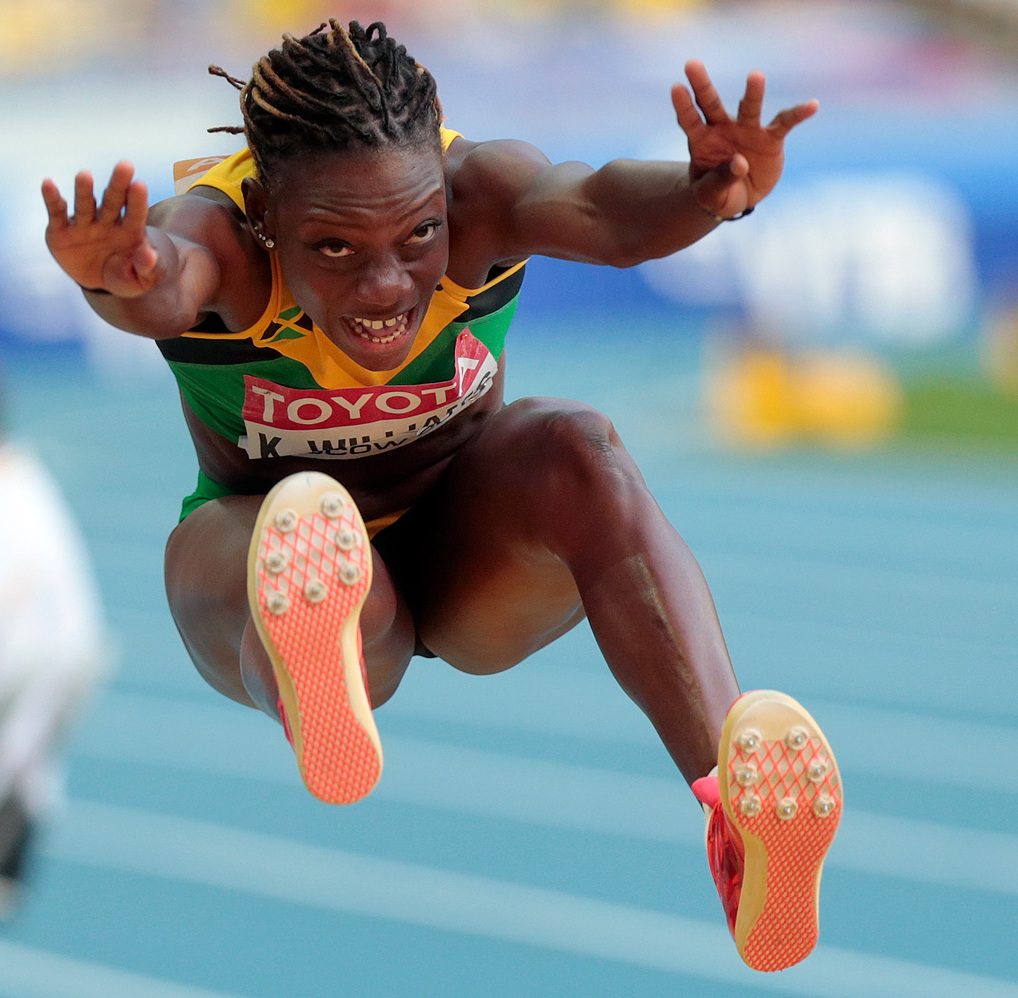
Kimberly Williams wurde Fünfte
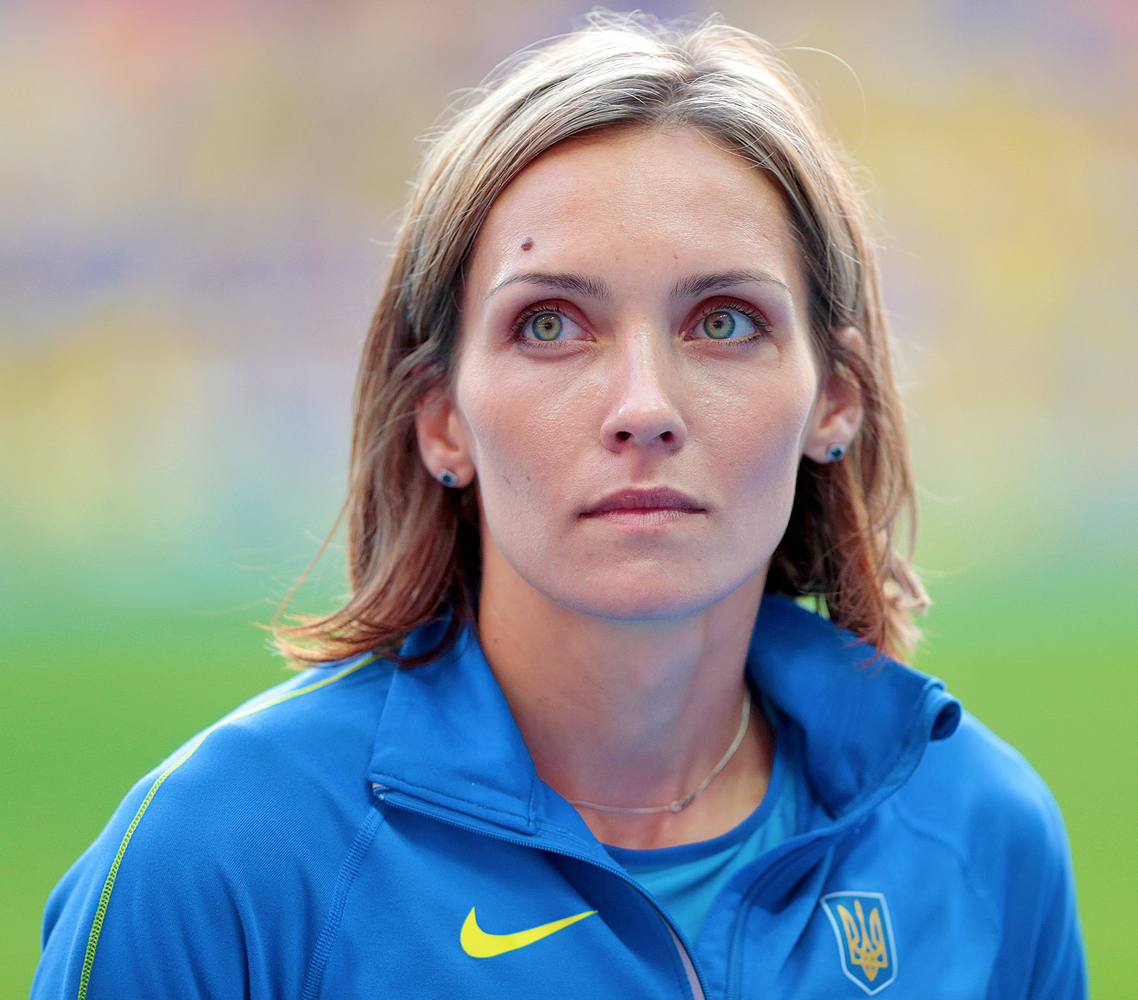
Rang sechs für die Weltmeisterin von 2011 Olha Saladucha
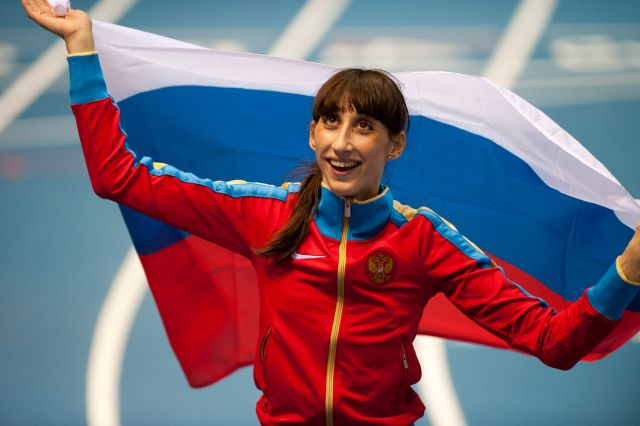
Jekaterina Konewa belegte im Finale Rang sieben
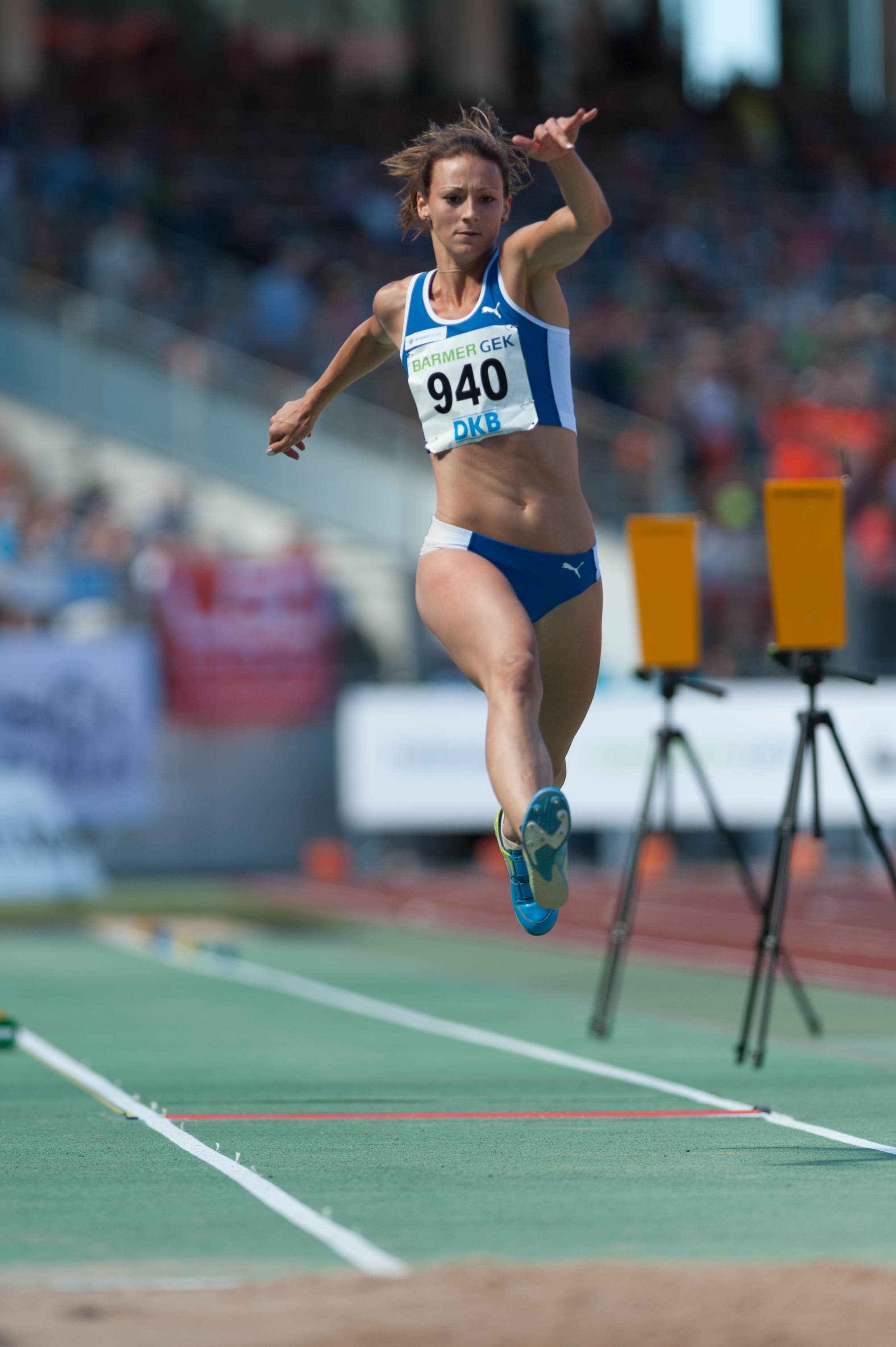
Kristin Gierisch erreichte Platz acht
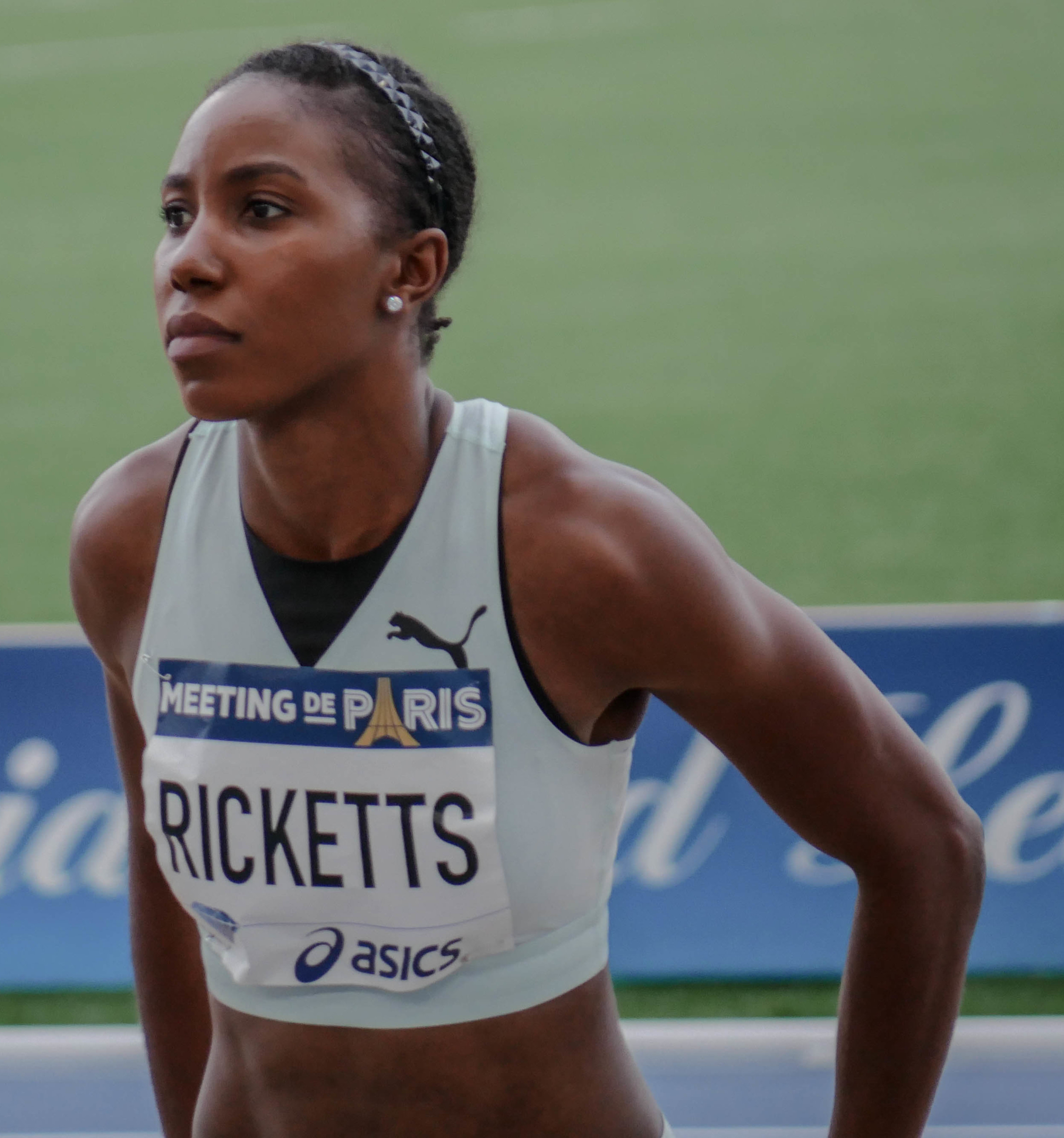
Shanieka Thomas, spätere Shanieka Ricketts – Platz elf
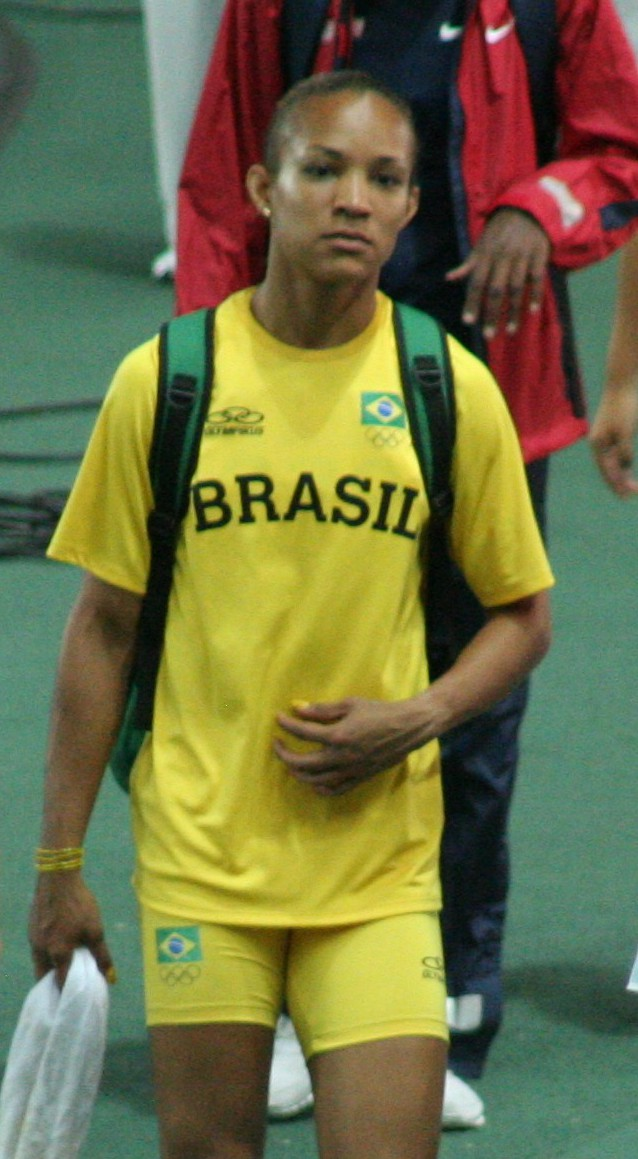
Keila Costa – Rang zwölf

## Video
- 2015 Beijing – World Championship – Triple Jump – Women youtube.com, abgerufen am 22. Februar 2021